# Dragon Ball Z Kai-afsnit
Dragon Ball Z Kai er en omredigeret og nyrestaureret udgave af animeserien Dragon Ball Z, skabt som en fejring af dets 20-års jubilæum. Serien blev produceret af Toei Animation til hensigt at lave en revideret udgave af Dragon Ball Z med genoptaget dialog, forbedret animationscelle-kvalitet og fjernelse af indhold, som ikke fandtes i den originale Dragon Ball Z-anime. Serien blev oprindeligt sendt i Japan på Fuji TV i perioden den 5. april 2009 til den 27. marts 2011, med en efterfølger, som dækkede de resterende sagaer fra Dragon Ball Z, som blev vist i Japan i perioden den 6. april 2014 til den 28 juni 2015.
Kai benytter restaureret HD-billeder, -lyd og -effekter såvel som et genoptaget lydspor med de fleste af de originale skuespillere. Da man havde skaffet sig af med størstedelen af seriens skitser og animationsceller efter Dragon Ball Z' konklusion i 1996, blev ny celler skabt ved at digitalt tegne over billeder fra eksisterende optagelser, som så blev fyldt ud med mildere farver. Dette reducerede synlige skader, som den originale animation havde taget gennem årene. For at konvertere 4:3-animation til et 16:9-format, blev visse scener beskåret, mens andre fik tegnet ny tilføjelser. En ubeskåret 4:3 udgave blev udgivet på hjemmevideo og i internationale udgivelser af de første 98 afsnit. Nogle lande viste også 4:3 udgaven på TV. Store dele af det indhold, som havde ophave i den originale serie og ikke mangaen, blev fjernet fra Kai, så serien er blevet forkortet fra 291 afsnit i Dragon Ball Z, til 159 afsnit i den japanske udgave og 167 i den internationale.
Serien vendte tilbage i 2014, hvor den kørte med 61 yderligere afsnit i Japan og 69 internationalt. Toei Europe og Funimation gav den internationale udgave af 2014-serien tilnavnet Dragon Ball Z Kai: The Final Chapters og var oprindeligt kun tiltænkt at blive vist uden for Japan. Hjemmeudgivelser af The Final Chapters indeholder et japansk lydspor for alle afsnit, selv de, som ikke blev udgivet i Japan.
Den første DVD- og Blu-ray-udgivelse i Japan forekom i Japan den 18. september 2009. Individuelle udgivelser og Blu-ray-boxset udkom på en månedlig basis. Frankrig blev det første land, som udgav alle 167 afsnit af serien på DVD og Blu-ray. Serien har aldrig set nogen dansk version eller officiel udgivelse i Danmark.

## Serieoversigt
| Sæson | Sæson                | Afsnit  | Afsnit    | Oprindelig sendt i Japan | Oprindelig sendt i Japan |
| Sæson | Sæson                | Afsnit  | Afsnit    | Start                    | Slut                     |
| ----- | -------------------- | ------- | --------- | ------------------------ | ------------------------ |
|       | Saiyajinerne         | 18      | 18        | 5. april 2009            | 9. august 2009           |
|       | Frieza               | 36      | 36        | 16. august 2009          | 5. april 2010            |
|       | Androiderne og Celle | 28      | 28        | 2. maj 2010              | 21. november 2010        |
|       | Celles Turnering     | 16      | 16        | 28. november 2010        | 27. marts 2011           |
|       | Verdensturneringen   | 17 (JP) | 24 (Int.) | 6. april 2014            | 3. august 2014           |
|       | Dæmonen Bøh          | 18      | 18        | 10. august 2014          | 7. december 2014         |
|       | Onde Bøh             | 26 (JP) | 27 (Int.) | 14. december 2014        | 28. juni 2015            |

## Afsnit

### Sagaen om Saiyajinerne (2009)
| Nr. i serie | Nr. i sæson | Dansk titel Japansk titel | Tilsvarende DBZ afsnit | Japansk visning | Dansk visning       |
| --- | ----------- | --- | ---------------------- | --------------- | ------------------- |
| 1 | 1           | "Tatakai no Makuake! Kaette Kita zo Son Gokū" (闘いの幕開け! 帰ってきたぞ孫悟空) Oversat: "Tæppet hæves til kamp! Son Goku vender tilbage"                                                 | DBZ SP1 & 1–2A         | 5. april 2009   | Ikke vist i Danmark |
| Serien begynder med et flashback til da Freezer udslettede planet Vejita, samnt Son-Gokus opvækst på jorden, som set i den originale Dragon Ball-serie. Der er gået fem år siden Son-Gokus sejr over Piccolo ved den 23. kampsportsturnering, og han er blevet gift med Chichi, med hvem han har en søn, Son-Gohan. Son-Goku og Son-Gohan tager mod en komsammen med Son-Gokus venner på Kame-Sennins ø. Et andet sted styrter on et underligt rumfartøj ned på jorden. En mand med kamprustning på stiger ud og flyver væk for at finde en mægtig livsform, som han lokaliserer ved hjælp af en scanner han har for øjet. Piccolo bliver næsten dræbt af den fremmede, men dette afværges, da han med sin scanner opfanger en stærkere kilde. Den anden stærke livsform er Son-Goku, der præsenterer sin søn over for Kame-Sennin, Kuririn og Bulma. Den fremmede ankommer, og til alles overraskelse har han en abe-lignende hale, ligesom dén Son-Goku engang havde. |             | |                        |                 |                     |
| 2 | 2           | "Teki wa Gokū no Ani!? Saikyō Senshi Saiyajin no Himitsu" (敵は悟空の兄!? 最強戦士サイヤ人の秘密) Oversat: "Fjenden er Gokus bror?! De mægtige saiyajinske krigeres hemmelighed"           | 2B–3                   | 12. april 2009  | Ikke vist i Danmark |
| Den fremmede siger, at hans navn er Radits, og at han er Son-Gokus storebror. Det kan Son-Goku ikke huske, da han slog hovedet som barn. Radits melder, at han og Son-Goku er rumvæsner af saiyajin-racen, der stammer fra en planet ved navn Vejita, og at han og Son-Goku er blandt de sidste fire. Radits beder så Son-Goku om at hjælpe ham med at udslette al liv på jorden, og tager Son-Gohan som gidsel, da Son-Goku nægter. Piccolo ankommer og tilbyder Son-Goku at hjælpe ham med at slå Radits; Son-Goku accepterer, og sammen tager de efter Radits. Son-Goku og Piccolo konfronterer saiyajinen, hvor hans rumkapsel styrtede ned, men Radits er ikke imponeret, og fortæller dem, at de to andre saiyajiner er endnu stærkere, end han er. |             | |                        |                 |                     |
| 3 | 3           | "Inochi o Kaketa Tatakai! Gokū to Pikkoro Sutemi no Mōkō" (命をかけた闘い! 悟空とピッコロ捨て身の猛攻) Oversat: "En kamp på liv eller død! Goku og Piccolos voldsomme selvmordsangreb"     | 4–5                    | 19. april 2009  | Ikke vist i Danmark |
| Son-Goku og Piccolo kan ikke hamle op med Radits i kamp, så de bestemmer sig for at Son-Goku skal distrahere Radits, mens Piccolo samler energi til et angreb stærkt nok til at besejre Radits. Planen slår fejl, og ligeså gør Son-Gokus forsøg på at stoppe Radits ved at gribe hans hale, som Son-Goku bliver narret af sin bror. Radits torturerer Son-Goku, hvilket får Son-Gohan til at frigive sine skjulte kræfter i et vredesudbrud, og han rammer Radits i brystet. Son-Goku bruger muligheden til at gribe Radits bagfra, hvilket lader Piccolo bruge sin Lysskrue (魔貫光殺砲 Makankosappo) på Radits, hvilket slår dem begge ihjel. Inden han omkommer til sine mén, fortæller Radits sine fjender, at de andre saiyajiner vil ankomme til jorden om et år. Bulma, Kuririn og Kame-Sennin ankommer tidsnok til at bevidne Son-Gokus død. |             | |                        |                 |                     |
| 4 | 4           | "Anoyo de Hashire Son Gokū! Hyaku-man Kiro no Hebi no Michi" (あの世で走れ孫悟空! 100万キロの蛇の道) Oversat: "Son Goku løber i efterlivet! Den én million kilometer-lange slangevej"      | 6 & 7B                 | 26. april 2009  | Ikke vist i Danmark |
| Gud tager Son-Goku sammen med hans krop til det Hinsidige. Bulma tager Radtis' scanner for at kunne reparere den og finde Yamchu, Tenshinhan og Chao-Zu. Piccolo tager Son-Gohan med sig og flyver bort for at kunne træne drengen i forberedelse på de to saiyajiners ankomst. I det Hensidige arrangerer Gud at Son-Goku kan rejse til Mester Kaio over den én million kilometer-lange Slangebro; Mester Kaio vil dernæst træne Son-Goku i avancerede kamptekniker i håbet om, at når de kan genoplive Son-Goku, vil han være stærk nok til at kæmpe mod de nye saiyajiner, der er på vej mod jorden. Mens Son-Goku begynder sin rejse langs vejen, forsøger Kuririn uden held at fortælle Chichi, at hendes mand er gået bort og hendes søn er blevet kidnappet. Samtidigt fortæller Piccolo Son-Gohan om hans fars skæbne. Son-Gohan betvivler at han har nogen form for kræfter, so Piccolo benytter en dramatisk metode for at demonstrere Son-Gohans skjulte kræfter: han smider Son-Gohan mod en klippe, som Son-Gohan ødelægger per refleks. |             | |                        |                 |                     |
| 5 | 5           | "Kōya no Sabaibaru! Tsukiyo ga Gohan o Yobisamasu" (荒野のサバイバル! 月夜が悟飯を呼び覚ます) Oversat: "Vildnisoverlevelse! En månebelyst nat vækker Gohan"                                | 7–8                    | 3. maj 2009     | Ikke vist i Danmark |
| Son-Gohans overlevelsestræning begynder. Efter nogen tid alene på en bjergtop, ser Son-Gohan på fuldmånen, sim for ham til at transformere sig til en stor abe, som hans far plejede at gøre. Frem for at lade ham gå amok uforstyrret, ødelægger Piccolo månen og gør derved nogen sådan forvandling umulig for både Son-Gohan og de andre saiyajiner, hvorefter han skærer Son-Gohans hale af, inden han begynder sin egen træning. Samtidigt fikser Bulma scanneren, og Yajirobe overleverer en indkaldelse til Kuririn, der siger, at de to samt Yamchu og Chao-Zu skal melde sig ved Guds udkigspost til træning. |             | |                        |                 |                     |
| 6 | 6           | "Tadori Tsuita Shūten! Kaiō-sama no Ochame na Shiren" (辿り着いた終点! 界王様のおちゃめな試練) Oversat: "Endelig ved vejs ende! Kaio-samas legesyge prøve"                                 | 11A, 14, 17 & 18B–19A  | 10. maj 2009    | Ikke vist i Danmark |
| Der er gået seks måneder siden, Son-Gohans fuldmåne-hændelse, og han siden blevet langt dygtigere til at overleve i vildnisset. Piccolo begynder at træne drengen i kampsport personligt. Samtidigt er Son-Goku ankommet til enden af Slangebroen, hvor han møde Mester Kaio på hans planet, hvis tyngdekraft, trods dens lille størrelse, er ti gange jordens. For at Son-Goku kan træne under Mester Kaio, må han først forsøge at få ham til at grine. Efter at Son-Goku formår at få ham til det, fortæller Mester Kaio Son-Goku, at han må fange hans kæle-abe, Bubbles (バブルス Baburusu). Det viser sig at være svært for Son-Goku grundet planetens intense tyngdekraft, men han er vedholdende og nægter at give op. |             | |                        |                 |                     |
| 7 | 7           | "Jū-bai Jūryoku to Tatakae! Gokū yo Shugyō wa Kakekko da" (10倍重力と闘え! 悟空よ修行はかけっこだ) Oversat: "Kampen mod den 10-dobbelte tyngdekraft! Goku, din træning er et ræs til fods" | 19B–20                 | 17. maj 2009    | Ikke vist i Danmark |
| Efter tre uger lykkes det Son-Goku at fange Bubbles. Han får så sin anden udfordring: at slå Gregory den flyvende græshoppe med en mukkert. Efter to uger lykkes det også for Son-Goku, og han har fuldt ud mestret planetens tyngdekraft. Mester Kaio fortsætter så med at lære Son-Goku sin signatur-teknik: Kaio-ken (界王拳 Kaiōken, Verdnernes konges næve). På jorden når Son-Gohans træning med Piccolo sin ende, mens de resterende Z-krigere afslutter deres træning hos Gud, og hver til sit. |             | |                        |                 |                     |
| 8 | 8           | "Ide yo Shenron! Saiyajin Tsui ni Chikyū Tōchaku" (いでよ神龍! サイヤ人ついに地球到着) Oversat: "Kom hid, Shenlong! Saiyajinerne ankommer endelig til Jorden"                              | 21                     | 24. maj 2009    | Ikke vist i Danmark |
| Mester Kaio har også lært Son-Goku Genkidama-teknikken (元気玉 Genki-dama, "Helbreds-energikugle") og afprøver Sonhans evne til at skabe en med en stor sten som skydeskrive. Son-Goku udsletter den uden problemer. Dog advarer Mester Kaio Son-Goku om den potentielle fare ved at skabe en Genkidama på jorden. Så Son-Goku beslutter sig for kun at bruge den som en sidste udvej. Da hans træning er fuldført, er Son-Goku klar til at blive genoplivet. Først da afsløres det, at saiyajinerne ankommer snarere end forventet; yderligere havde Mester Kaio glemt at give Son-Goku nok tid til at rejse tilbage over Slangebroen for at nå jorden før saiyajinerne. Son-Goku sender en presserende besked til Kame-Sennin via Mester Kaios telepati, og han insistere at Dragekuglerne samles for at genoplive ham hurtigst muligt. På jorden hidkalder Kame-Sennin, Bulma og Oolong Shenlong, den Evindelige Drage for at opfylde Son-Gokus ønske. Son-Goku begynder dernæst den lange rejse tilbage langs Dragebroen; med al hans træning, forøgede styrke og hastighed, samt nye teknikker, bliver rejsen tilbage til jorden meget hurtigere end rejsen dertil. Dagen efter lander saiyajinerne Vejita og Nappa på jorden for at begynde deres søgen efter Dragekuglerne. |             | |                        |                 |                     |
| 9 | 9           | "Yamucha Funtō! Osoru Beshi Saibaiman" (ヤムチャ奮闘! おそるべし栽培マン) Oversat: "Yamuchas kamp! De frygtindgydende saibaimen"                                                           | 22–23                  | 31. maj 2009    | Ikke vist i Danmark |
| Vejita og Nappa stiger ud af deres to rumkapsler og udsletter en bydel med en eneste eksplosion. De to saiyajiner flyver så af sted mod øen, hvor Piccolo og Son-Gohan har begyndt deres træning. Kuririn ankommer først, og de tre kæmper mod Vejita og Nappa. Piccolo erfarer for første gang, at han er namekianer, en race af rumvæsner fra planeten Namek, ifølge Nappa. På Vejitas befaling planter Nappa et frø i jorden, hvorfor seks Saibamen bliver til. Tenshinhan, Chao-Zu og Yamchu flyver dertil for at tage del i kampen. Vejita foreslår, at de kæmper én mod én, og instruerer Saibamenene til at bruge al deres styrke i deres kamp. Tenshinhan kæmper først mod en Saibaman, som han overmander, men inden han kan gøre det af med det, anklager Vejita Saibamanen for at have holdt igen, hvorefter han udraderer en af Saibamenene for at motivere de resterende fem til at adlyde hans ordre om at bruge al deres kraft. Efterfølgende beslutter Yamchu sig for at kæmpe i stedet for Kuririn; Saibamanen griber fat i ham og selv-destruerer, hvilket slår Yamchu ihjel. |             | |                        |                 |                     |
| 10 | 10          | "Matte ro Chaozu! Tenshinhan Zekkyō no Kikōhō" (待ってろ餃子! 天津飯絶叫の気功砲) Oversat: "Vent, Chaozu! Tenshinhans skrigende kikoho"                                                    | 24–25                  | 7. juni 2009    | Ikke vist i Danmark |
| Nappa kæmper mod Z-krigerne og viser sig at være en formidabel modstander. Under Nappas angreb mister Tenshinhan armen. I desperation klynger Chao-Zu sig fast til Nappas ryg og ofrer sig selv med sin kamikaze-teknik, men Nappa er uskadt. Tung af sorg fra Chao-Zus selvopofrelse bruger Tenshinhan sin Kikoho-teknik (気功砲 Kikōhō) på Nappa, men dette slår fejl og Tenshinhan dør efterfølgende af udmattelse. Nu hvor Z-krigerne er nede på tre mand, kan gruppen ikke gøre andet end at håbe, at Son-Goku snart ankommer, hvilket det forventer om tre timer. Saiyajinerne lærer snart dette trumfkort at kende og håner idéen om, at én kæmper til skulle gøre en forskel, indtil Kuririn informerer de to om Son-Gokus særlige træning. Fascineret af muligheden for at udfordre en nyligt styrket Son-Goku annoncerer Vejita at de vil holde en tre timers pause for at vente på Son-Gokus ankomst. |             | |                        |                 |                     |
| 11 | 11          | "Maniau ka Son Gokū!? Sentō Saikai Made Sanjikan" (間に合うか孫悟空!? 戦闘再開まで3時間) Oversat: "Når Son Goku det!? Kampen fortsætter om 3 timer"                                        | 26–27                  | 14. juni 2009   | Ikke vist i Danmark |
| Son-Goku formår ikke at ankomme inden for de tre timer, men netop som kampen mod saiyajinerne skal til at begynder igen, når Son-Goku endelig enden af Slangebroen og teleporteres tilbage til jorden af Gud, og han flyver mod slagmarken by sin Nimbus-sky. Som han bemærker Son-Gokus kommende ankomst på sin scanner og bemærker hans kampkraft nu er større end før, beordrer Vejita Nappe til at dræbe de resterende Z-krigere, inklusiv Piccolo. Saiyajinerne afslører, at de kom til jorden specifikt for at anskaffe sig jordens Dragekugler, som de lærte om ved at overvæge Radits' samtale på jorden. Vejita siger at han og Nappa efterfølgende kan tage til planeten Namek og bruge de originale namekianske Dragekugler for at ønske sig udødelighed, da namekianerne skabte de originale Dragekugler. Efter Son-Gohan angriber Nappa, affyrer han i vrede et stærkt ki-angreb tilbage mod ham, men Piccolo hopper ind foran for at at beskytter Son-Gohan i sidste øjeblik. |             | |                        |                 |                     |
| 12 | 12          | "Pikkoro ga Nagashita Namida... Son Gokū Ikari no Dai-Hangeki!" (ピッコロが流した涙…孫悟空怒りの大反撃!) Oversat: "De tårer Piccolo fællede... Son Gokus rasende modangreb!"               | 28–29A                 | 21. juni 2009   | Ikke vist i Danmark |
| Piccolo dør af Nappas ki-angreb, hvilket resulterer i Guds død og udslettelsen af jordens Dragekugler. Men Son-Goku ankommer endelig til slagmarken tidsnok til at redde Son-Gohan og Kuririn. Efter at han har healet de to med en Senzu-bønne fra Mester Kvæde, går Son-Goku i kamp mod Nappa. Til trods for Nappas store indsats bliver det hurtigt klart, at han ikke kan besejre Son-Goku med hans nye kampkraft. Som han indser det, beordrer Vejita, at Nappa træder af, og går selv ind i kampen. |             | |                        |                 |                     |
| 13 | 13          | "Kore ga Kaiō-Ken da!! Genkai Batoru no Gokū tai Bejīta" (これが界王拳だ!! 限界バトルの悟空VSベジータ) Oversat: "Det her her Kaio-ken!! En kamp til grænsen mellem Goku mod Vejita"        | 29B–30                 | 28. juni 2009   | Ikke vist i Danmark |
| Med Vejita klar til at gå i kamp indser Nappa, at han har tabt, og beslutter sig for at angribe Son-Gohan og Kuririn i stedet, men bliver dog stoppet af Son-Gokus nye Kaio-ken-teknik. Nu hvor hans partner er til ingen nytte, kaster Vejita Nappa op i luften og dræber ham nådesløst med et ki-angreb. Son-Goku fortæller Son-Gohan og Kuririn, at de skal tage af sted, så han kan slås mod Vejita uden nogen distraktioner. Efter at have flyttet over til en ny slagmark påbegynder de to tilbageværende saiyajiner en episk kamp. Vejita er dog meget stærkere end Nappa var, og Son-Goku indser, at selv en to-dobbelt Kaio-ken ikke vil være nok til at slå hans modstander. Han beslutter så at bryder sit løfte til Mester Kaio og sætter sit eget liv på spil med en tre-dobbelt Kaio-ken. |             | |                        |                 |                     |
| 14 | 14          | "Gekitotsu Kamehameha! Bejīta Shūnen no Dai-Henshin" (激突かめはめ波! ベジータ執念の大変身) Oversat: "Kamehameha-sammenstød! Vejitas ihærdige forvandling"                                 | 31–32A                 | 5. juli 2009    | Ikke vist i Danmark |
| Son-Goku klargør sin tredobbelte Kaio-ken og angriber Vejita med forøget styrke og hast. Vejita fyldes med vrede som han indser, at Son-Gokus kampkraft overstiger hans egen, så han forøger sin kampkraft yderligere og forsøger at ødelægge jorden med sin Galick-stråle-teknik. Son-Goku går til modangreb med hans Kamehameha, og da de viser sig at være lige stærke, bruger han sin firdobbelte Kaio-ken for at overkomme Vejitas stråle, hvilket sender Vejita ud i den ydre atmosfære. Vejita søger så efter månen for at forvandle sig til sin Kæmpeabe-form (大猿 Ōzaru, kæmpeabe) og forøge sin kampkraft. Som han indser, at månen er udslettet, frigiver han en ki-kugle, der simulerer månen, så han kan bruge den til at forvandle sig til sin Kæmpeabe-form, hvorved han forøger sin kampkraft tifold. Kuririn og Son-Gohan fornemmer Vejitas forøgede styrke og beslutter at tage tilbage for at hjælpe Son-Goku. |             | |                        |                 |                     |
| 15 | 15          | "Zettai Zetsumei no Gokū! Genki-Dama ni Negai o Takuse" (絶体絶命の悟空! 元気玉に願いを託せ) Oversat: "Goku i absolut fare! Overlad jeres ønske til Genki-dama'en"                         | 32B–33                 | 12. juli 2009   | Ikke vist i Danmark |
| Son-Goku bruger Tenshinhans Solangreb-teknik (太陽拳 Taiyōken, solnæve) for at blænde abe-Vejita for at have nok tid til at lave en Genkidama, men Vejita angriber Son-Goku det øjeblik, han har samlet nok ki. Selv i hans forslåede tilstand formår Son-Goku at skade Vejitas øje, men han ender med at Vejita knuser ham i sin hånd og brækker de fleste af hans knogler undervejs. Mens de skjuler sig følger Son-Gohan og Kuririn med i kampen og forsøger at komme op med en plan til at skære Vejitas hale af. De fejler, men mens Vejita håner over dem, tager Yajirobe chancen til at skære Vejitas hale af med sit sværd, hvilket får Vejita til at vende tilbage til sin oprindelige form. Vejita konfronterer så Son-Gohan, som tøver med at kæmpe til at starte med, indtil han får Son-Gokus støtte. Son-Goku tiltror Kuririn med den resterende ki fra den forrige Genkidama, og Kuririn former den til en ny Genkidama. |             | |                        |                 |                     |
| 16 | 16          | "Datō Fujimi no Bejīta! Kiseki o Okose Son Gohan" (打倒不死身のベジータ! 奇跡を起こせ孫悟飯) Oversat: "Den uovervindelige Vejita besejret! Son Gohan hidkalder et mirakel"                 | 34–35                  | 19. juli 2009   | Ikke vist i Danmark |
| 17 | 17          | "Gekisen no Yoake... Kibō no Hoshi wa Pikkoro no Furusato" (激戦の夜明け…希望の星はピッコロの故郷) Oversat: "En hård kamp gryr! Håbets stjerne er Piccolos hjemland"                       | 35B–36                 | 2. august 2009  | Ikke vist i Danmark |
| 18 | 18          | "Yunzabitto ni Nemuru Uchūsen! Namekkusei e Iza Hasshin" (ユンザビットに眠る宇宙船! ナメック星へいざ発進) Oversat: "Skibet, der hviler i Yunzabit! Tid at drøne mod planet Namek!"         | 37–38                  | 9. august 2009  | Ikke vist i Danmark |

### Sagaen om Frieza (2009–10)
| Nr. i serie | Nr. i sæson | Dansk titel Japansk titel | Tilsvarende DBZ afsnit | Japansk visning    | Dansk visning       |
| ----------- | ----------- | --- | ---------------------- | ------------------ | ------------------- |
| 19          | 1           | "Arata Naru Kyōteki! Uchū no Teiō Furīza" (新たなる強敵! 宇宙の帝王フリーザ) Oversat: "En formidabel ny fjende! Universets kejser, Frieza"                                            | 39–44                  | 16. august 2009    | Ikke vist i Danmark |
| 20          | 2           | "Furīza e no Hangyaku! Yabō ni Moeru Bejīta" (フリーザへの反逆! 野望に燃えるベジータ) Oversat: "Oprør mod Frieza! Vejita brænder af ambition""                                        | 45–46A                 | 23. august 2009    | Ikke vist i Danmark |
| 21          | 3           | "Mamore Doragon Bōru! Namekku-seijin Sōkōgeki" (守れドラゴンボール! ナメック星人総攻撃) Oversat: "Beskyt dragekuglerne! Det namekianske angreb"                                       | 46B–47                 | 30. august 2009    | Ikke vist i Danmark |
| 22          | 4           | "Mōtsui Dodoria no Kyōfu! Bejīta ni Akasu Shinjitsu" (猛追ドドリアの恐怖! ベジータに明かす真実) Oversat: "Dodoria i frygtindgydende forfølgelse! Vejita lærer sandheden at kende"     | 48–49                  | 6. september 2009  | Ikke vist i Danmark |
| 23          | 5           | "Anyaku no Bejīta! Namekku-seijin o Osō Higeki" (暗躍のベジータ! ナメック星人を襲う悲劇) Oversat: "Vejitas hemmelige manøvrering! Det tragiske angreb på namekianerne"                | 50–51                  | 13. september 2009 | Ikke vist i Danmark |
| 24          | 6           | "Yomigaeru Nakama-tachi! Bisenshi Zābon Akuma no Henshin" (甦る仲間たち! 美戦士ザーボン悪魔の変身) Oversat: "Genoplivede kammerater! Den flotte kriger Zarbons djævelske forvandling" | 51B–53                 | 20. september 2009 | Ikke vist i Danmark |
| 25          | 7           | "Pawā Appu da Kuririn! Ugomeku Furīza no Yokan" (パワーアップだクリリン! うごめくフリーザの予感) Oversat: "Power up for Kuririn! Friezas nagende forudanelse"                         | 53B–54                 | 27. september 2009 | Ikke vist i Danmark |
| 26          | 8           | "Kudake Chire Inbō! Gyakushū no Bejīta tai Zābon" (砕け散れ陰謀! 逆襲のベジータVSザーボン) Oversat: "Sammensværgelsen brister! Modangrebet mellem Vejita mod Zarbon"                  | 55–57                  | 4. oktober 2009    | Ikke vist i Danmark |
| 27          | 9           | "Isshokusokuhatsu no Pinchi! Gohan yo Sūshinchū o Mamore" (一触即発のピンチ! 悟飯よ四星球を守れ) Oversat: "En ophedet nødsituation! Gohan, beskyt den fire-stjernede kugle"           | 57B–60                 | 11. oktober 2009   | Ikke vist i Danmark |
| 28          | 10          | "Semaru Chō-Kessen! Ginyū Tokusentai Tadaima Sanjō!" (迫る超決戦! ギニュー特戦隊只今参上ッ!) Oversat: "Det super-afgørende slag nærmer sig! Ginya-særstyrken er ankommet!"            | 60B–61                 | 18. oktober 2009   | Ikke vist i Danmark |
| 29          | 11          | "Tokusentai no Ichibante! Gurudo no Jubaku o Uchi Kuzuse" (特戦隊の一番手! グルドの呪縛を打ち崩せ) Oversat: "Særstyrkens frontlinje-mand! Bryd Gurds fortryllelse"                    | 62–63                  | 25. oktober 2009   | Ikke vist i Danmark |
| 30          | 12          | "Jigoku no Rikūmu! Tanoshimasero yo Bejīta-chan" (地獄のリクーム! 楽しませろよベジータちゃん) Oversat: "Den djævelske Recoome! Underhold mig, Vejita-chan"                            | 64–65                  | 1. november 2009   | Ikke vist i Danmark |
| 31          | 13          | "Son Gokū Tsuini Tōchaku! Kechirase Ginyū Tokusentai" (孫悟空ついに到着! 蹴散らせギニュー特戦隊) Oversat: "Son Goku ankommer endelig! Giv Ginya-særstyrken nogle slag"                | 66–68A                 | 8. november 2009   | Ikke vist i Danmark |
| 32          | 14          | "Shin'uchi Tōjō!? Ginyū Taichō tai Son Gokū" (真打ち登場!? ギニュー隊長VS孫悟空) Oversat: "Stjerne-performeren indtager scenen!? Kaptajn Ginyu mod Goku"                              | 68–69                  | 15. november 2009  | Ikke vist i Danmark |
| 33          | 15          | "Furu Pawā da Son Gokū! Ononoku Ginyū ni Hisaku Ari!?" (フルパワーだ孫悟空! おののくギニューに秘策あり!?)                                                                             | 70–71                  | 22. november 2009  | Ikke vist i Danmark |
| 34          | 16          | "Bikkuri! Gokū ga Ginyū de Ginyū ga Gokū!?" (ビックリ! 悟空がギニューでギニューが悟空!?)                                                                                              | 71B–73                 | 29. november 2009  | Ikke vist i Danmark |
| 35          | 17          | "Gokū Dai-Gyakuten!? Ima Koso Ide yo Sūpā Shenron!" (悟空大逆転!? 今こそいでよ超神龍!)                                                                                                | 73B–75                 | 6. december 2009   | Ikke vist i Danmark |
| 36          | 18          | "Gekikō Furīza ga Semaru! Porunga yo... Negai o Kanae Tamae!" (激昂フリーザが迫る! ポルンガよ…願いを叶えたまえ!)                                                                      | 75B–77A                | 13. december 2009  | Ikke vist i Danmark |
| 37          | 19          | "Akumu no Chō Henshin! Sentōryoku Hyaku-man no Furīza" (悪夢の超変身! 戦闘力100万のフリーザ)                                                                                          | 77–78                  | 20. december 2009  | Ikke vist i Danmark |
| 38          | 20          | "Kiba o Muku Furīza! Chōzetsu Pawā ga Gohan o Osō" (牙をむくフリーザ! 超絶パワーが悟飯を襲う)                                                                                         | 79–80                  | 27. december 2009  | Ikke vist i Danmark |
| 39          | 21          | "Shinsei Pikkoro Arawaru! Gekido Furīza Dai-Ni no Henshin" (新生ピッコロあらわる! 激怒フリーザ第2の変身)                                                                              | 81–82                  | 10. januar 2010    | Ikke vist i Danmark |
| 40          | 22          | "Furīza Saigo no Chō-Henshin! Jigoku-ijō no Kyōfu ga Hajimaru" (フリーザ最後の超変身! 地獄以上の恐怖がはじまる)                                                                       | 83–84A                 | 17. januar 2010    | Ikke vist i Danmark |
| 41          | 23          | "Machinimatta ze Kono Shunkan! Son Gokū ga Fukkatsu da" (待ちに待ったぜこの瞬間! 孫悟空が復活だ)                                                                                      | 84B–85                 | 24. januar 2010    | Ikke vist i Danmark |
| 42          | 24          | "Furīza o Taose Son Gokū! Hokori Takaki Bejīta no Namida" (フリーザを倒せ孫悟空! 誇り高きベジータの涙)                                                                                | 86–87A                 | 31. januar 2010    | Ikke vist i Danmark |
| 43          | 25          | "Son Gokū tai Furīza! Chō-Kessen no Makuake da!" (孫悟空VSフリーザ! 超決戦の幕開けだ!)                                                                                                | 87–88                  | 7. februar 2010    | Ikke vist i Danmark |
| 44          | 26          | "Genkai Toppa no Nikudansen! Gokū to Furīza to Ginyū Futatabi!?" (限界突破の肉弾戦! 悟空とフリーザとギニュー再び!?)                                                                   | 89–90                  | 14. februar 2010   | Ikke vist i Danmark |
| 45          | 27          | "Nijū-Bai Kaiō-ken da! Subete o Kaketa Kamehameha" (20倍界王拳だ! すべてを賭けたかめはめ波)                                                                                           | 91–92A                 | 21. februar 2010   | Ikke vist i Danmark |
| 46          | 28          | "Kore ga Saigo no Kirifuda da! Gokū no Tokudai Genki-Dama" (これが最後の切り札だ! 悟空の特大元気玉)                                                                                   | 92B–94                 | 28. februar 2010   | Ikke vist i Danmark |
| 47          | 29          | "Mezamero Densetsu no Senshi... Sūpā Saiyajin, Son Gokū!" (目覚めろ伝説の戦士…超サイヤ人、孫悟空!!)                                                                                   | 94B–95                 | 7. marts 2010      | Ikke vist i Danmark |
| 48          | 30          | "Okoreru Sūpā Saiyajin! Nanori o Agero Son Gokū!" (怒れる超サイヤ人! 名乗りを上げろ孫悟空!)                                                                                           | 96–97A                 | 14. marts 2010     | Ikke vist i Danmark |
| 49          | 31          | "Kataki o Ute Son Gokū! Wakusei Hōkai no Kauntodaun" (仇を討て孫悟空! 惑星崩壊のカウントダウン)                                                                                       | 97B–98                 | 21. marts 2010     | Ikke vist i Danmark |
| 50          | 32          | "Furīza Kesshi no Furu Pawā! Negai o Todokete Kure Shenron" (フリーザ決死のフルパワー! 願いを届けてくれ神龍)                                                                          | 98B–99                 | 28. marts 2010     | Ikke vist i Danmark |
| 51          | 33          | "Gokū Gekido no Osakebi! Ma ni Ae... Kishi-Kaisei no Negai!" (悟空激怒の雄叫び! 間に合え…起死回生の願い!)                                                                             | 100–101                | 4. april 2010      | Ikke vist i Danmark |
| 52          | 34          | "Kieyuku Hoshi ni Nokotta Futari! Kore ga Saishū Kessen da" (消えゆく星に残った2人! これが最終決戦だ)                                                                                 | 102–104                | 11. april 2010     | Ikke vist i Danmark |
| 53          | 35          | "Son Gokū, Saigo no Ichigeki... Namekku-sei Uchū ni Chiru" (孫悟空、最後の一撃…ナメック星宇宙に散る)                                                                                  | 104B–106A              | 18. april 2010     | Ikke vist i Danmark |
| 54          | 36          | "Uchū ni Kieta Gokū... Yomigaere! Sūpā Senshi-tachi" (宇宙に消えた悟空…甦れ!超戦士たち)                                                                                               | 106B–107               | 25. april 2010     | Ikke vist i Danmark |

### Sagaen om Androiderne og Celle (2010)
| Nr. i serie | Nr. i sæson | Dansk titel Japansk titel                                                                                                | Tilsvarende DBZ afsnit | Japansk visning    | Dansk visning       |
| ----------- | ----------- | --- | ---------------------- | ------------------ | ------------------- |
| 55          | 1           | "Are ga Chikyū da yo Papa... Furīza-Oyako no Gyakushū" (あれが地球だよパパ... フリーザ親子の逆襲)                        | 118–119                | 2. maj 2010        | Ikke vist i Danmark |
| 56          | 2           | "Furīza wa Boku ga Taosu! Mō Hitori no Sūpā Saiyajin" (フリーザはボクが倒す! もう一人の超サイヤ人)                       | 120–121                | 9. maj 2010        | Ikke vist i Danmark |
| 57          | 3           | "Okaeri Son Gokū! Nazo no Shōnen Torankusu no Kokuhaku" (おかえり孫悟空! 謎の少年トランクスの告白)                       | 121B–122               | 16. maj 2010       | Ikke vist i Danmark |
| 58          | 4           | "Gokū no Shin Waza, Shunkan Idō! San-nen Go ni Kaketa Tokkun" (悟空の新ワザ、瞬間移動! 3年後に賭けた特訓)                | 123–125                | 23. maj 2010       | Ikke vist i Danmark |
| 59          | 5           | "Kehai o Motanu Futari-gumi! Jinzōningen, Arawaru" (気配を持たぬ2人組! 人造人間、あらわる)                               | 126–127                | 30. maj 2010       | Ikke vist i Danmark |
| 60          | 6           | "Uchi-naru Teki to no Hasami-Uchi!? Son Gokū tai Jinzōningen Jūkyū-gō" (内なる敵との挟み撃ち!? 孫悟空VS人造人間19号)     | 127B–129A              | 6. juni 2010       | Ikke vist i Danmark |
| 61          | 7           | "Jūkyū-gō ni Shōki Nashi! Okurete Kita Sūpā Bejīta" (19号に勝機なし! 遅れてきた超ベジータ)                               | 129–130                | 13. juni 2010      | Ikke vist i Danmark |
| 62          | 8           | "Pikkoro Kyōshū! Kieta Nijū-ō to Nejireru Mirai" (ピッコロ強襲! 消えた20号とねじれる未来)                                | 130B–132A              | 20. juni 2010      | Ikke vist i Danmark |
| 63          | 9           | "Tsuigeki! Dokutā Gero... Nazo no Kenkyūjo o Sagase!" (追撃! ドクター・ゲロ... 謎の研究所を探せ！)                       | 132–133                | 27. juni 2010      | Ikke vist i Danmark |
| 64          | 10          | "Jūnana Gō to Jūhachi Gō, Soshite...! Mezameru Jinzōningen-tachi" (17号と18号、そして...! 目覚める人造人間たち)          | 133B–134               | 11. juli 2010      | Ikke vist i Danmark |
| 65          | 11          | "Kawaī Kao de Chō Pawā!? Jūhachi Gō tai Bejīta" (かわいい顔で超パワー!? 18号VSべジータ)                                  | 135–136                | 18. juli 2010      | Ikke vist i Danmark |
| 66          | 12          | "Hitotsu ni Modoru Toki ga Kita... Pikkoro Saikyō he no Ketsui!" (1つに戻る時がきた... ピッコロ最強への決意!)            | 137–138                | 1. august 2010     | Ikke vist i Danmark |
| 67          | 13          | "Mō Hitotsu no Taimu Mashin!? Buruma ga Shiraseta Misuterī" (もう1つのタイムマシン!? ブルマが知らせたミステリー)         | 139–140                | 8. august 2010     | Ikke vist i Danmark |
| 68          | 14          | "Soshite Kaibutsu ga Ugokidasu... Shutsugeki! Sūpā Namekku-seijin da!" (そして怪物が動き出す... 出撃! 超ナメック星人だ!) | 140B–141               | 15. august 2010    | Ikke vist i Danmark |
| 69          | 15          | "Ore wa Omae no Kyōdai da! Goku no Ki wo Motsu Monsutā" (オレはお前の兄弟だ! 悟空の気を持つモンスター)                   | 142–143                | 22. august 2010    | Ikke vist i Danmark |
| 70          | 16          | "Uzumaku Senryaku, Taiyōken! Jinzōningen Seru o Oe" (渦巻く策略、太陽拳! 人造人間セルを追え)                             | 143B–144               | 29. august 2010    | Ikke vist i Danmark |
| 71          | 17          | "Shinshutsu-Kibotsu no Seru o Ute! Tsui-ni Fukkatsu, Son Gokū!" (神出鬼没のセルを討て! ついに復活、孫悟空!)              | 145–146                | 5. september 2010  | Ikke vist i Danmark |
| 72          | 18          | "Sūpā Saiyajin o Koero! Iza, Seishin to Toki no Heya e" (超サイヤ人を超えろ! いざ、精神と時の部屋へ)                     | 147–148A               | 12. september 2010 | Ikke vist i Danmark |
| 73          | 19          | "Kore ga Sūpā Namekku-seijin no Chikara! Jūnana Gō Tai Pikkoro" (これは、超ナメック星人の力! 17号対ピッコロ!)            | 148B–149               | 19. september 2010 | Ikke vist i Danmark |
| 74          | 20          | "Nigero Jūnana Gō! Pikkoro, Kenmei no Kōsen" (逃げろ17号! ピッコロ、懸命の抗戦)                                          | 150–151A               | 26. september 2010 | Ikke vist i Danmark |
| 75          | 21          | "Jitsu-ryoku Mi-chisū! Kamoku na Senshi Jūroku Gō, Ugoku" (実力未知数! 寡黙な戦士16号、動く)                             | 151–152                | 3. oktober 2010    | Ikke vist i Danmark |
| 76          | 22          | "Tenshinhan, Kesshi no Shin Kikōhō! Senyū o Sukue, Son Gokū" (天津飯、決死の新気功砲! 戦友を救え、孫悟空)                | 153–154                | 10. oktober 2010   | Ikke vist i Danmark |
| 77          | 23          | "Sūpā Saiyajin o Koeta! Futeki na Bejīta, Seru o Utsu" (超サイヤ人を超えた! 不敵なべジータ、セルを討つ)                  | 154B–156               | 17. oktober 2010   | Ikke vist i Danmark |
| 78          | 24          | "Seru Dotō no Kuyashigari! Kuririn, Jūhachi Gō o Hakai se yo" (セル怒涛の悔しがり! クリリン、１８号を破壊せよ)           | 157–158                | 24. oktober 2010   | Ikke vist i Danmark |
| 79          | 25          | "Soshite Sai'aku no Jitai he... Seru, Jūhachi Gō ni Osoikakaru!" (そして最悪の事態へ... セル、１８号に襲いかかる!)       | 158B–160A              | 31. oktober 2010   | Ikke vist i Danmark |
| 80          | 26          | "Keisei Gyakuten! Kanzentai Seru, Tsui ni Shidō" (形勢逆転! 完全体セル、ついに始動)                                      | 160B–162A              | 7. november 2010   | Ikke vist i Danmark |
| 81          | 27          | "Bejīta Zenryoku no Ichigeki! Shikashi Takamaru Seru no Kyōfu" (ベジータ全力の一撃! しかし高まるセルの恐怖)              | 162–163                | 14. november 2010  | Ikke vist i Danmark |
| 82          | 28          | "Chō Pawā Kakusei! Chichi o Koeta Torankusu" (超パワー覚醒! 父を超えたトランクス)                                        | 164–165                | 21. november 2010  | Ikke vist i Danmark |

### Sagaen om Celles Turnering (2010–11)
| Nr. i serie | Nr. i sæson | Dansk titel Japansk titel                                                                            | Tilsvarende DBZ afsnit | Japansk visning                  | Dansk visning       |
| ----------- | ----------- | --- | ---------------------- | -------------------------------- | ------------------- |
| 83          | 1           | "Terebi ga Nottorareta! Seru Gēmu Kaiken Namahō" (テレビが乗っ取られた! セルゲーム会見生放)          | 166–167                | 28. november 2010                | Ikke vist i Danmark |
| 84          | 2           | "Shūgyou Kanryō! Gokū, Datō Seru ni Yoyō Ari?!" (修行完了! 悟空、打倒セルに余裕あり!?)               | 168–169                | 5. december 2010                 | Ikke vist i Danmark |
| 85          | 3           | "Yaburareta Kyūsoku! Bōeigun, Seru ni Sōkōgeki" (破られた休息! 防衛軍、セルに総攻撃)                 | 169B–172               | 12. december 2010                | Ikke vist i Danmark |
| 86          | 4           | "Atarashī Kamisama! Doragon Bōru Tsui ni Fukkatsu" (新しい神様! ドラゴンボール遂に復活)              | 172B–175A              | 19. december 2010                | Ikke vist i Danmark |
| 87          | 5           | "Satan Gundan Ōabare! Seru Gēmu no Makuaki" (サタン軍団大暴れ! セルゲームの幕開)                     | 175–176                | 26. december 2010                | Ikke vist i Danmark |
| 88          | 6           | "Kessen! Seru Tai Son Gokū" (決戦! セル対孫悟空)                                                     | 177–178                | 9. januar 2011                   | Ikke vist i Danmark |
| 89          | 7           | "Saikō Reberu no Tatakai! Seru o Taose, Son Gokū" (最高レベルの戦い! セルを倒せ、孫悟空)             | 179–180A               | 16. januar 2011                  | Ikke vist i Danmark |
| 90          | 8           | "Shitō ni Ketchaku! Gokū Ketsudan no Toki" (死闘に決着! 悟空決断の時)                                | 180B–181               | 23. januar 2011                  | Ikke vist i Danmark |
| 91          | 9           | "Ikare Gohan! Nemureru Chikara o Hodoki" (怒れ悟飯! 眠れる力を解き)                                  | 182–183                | 30. januar 2011                  | Ikke vist i Danmark |
| 92          | 10          | "Sora ni Kieta Namida! Gohan, Ikari no Chō Kakusei" (空に消えた涙! 悟飯、怒りの超覚醒)               | 183B–184               | 6. februar 2011                  | Ikke vist i Danmark |
| 93          | 11          | "Mayoi-naki Tōshi! Gohan, Seru Junia Funsai" (迷いなき闘志! 悟飯、セルジュニア粉砕)                  | 185–186A               | 13. februar 2011                 | Ikke vist i Danmark |
| 94          | 12          | "Kanzentai Hōkai! Sakuritsu, Ikari no Chō Tekken" (完全体崩壊! 炸裂、怒りの超鉄拳)                   | 186B–188A              | 20. februar 2011                 | Ikke vist i Danmark |
| 95          | 13          | "Bai-Bai Min'na! Kore ga Chikyū o Sukū Yui'itsu no Michi" (バイバイみんな! これが地球を救う唯一の道) | 188–189                | 6. marts 2011                    | Ikke vist i Danmark |
| 96          | 14          | "Chikara Awasero! Saikyō Saigo no Kamehameha" (力合わせろ! 最強最後のかめはめ波)                     | 190–191                | 20. marts 2011                   | Ikke vist i Danmark |
| 97          | 15          | "Egao no Wakare! Atarashī Hibi e..." (笑顔の別れ! 新しい日々へ...)                                   | 192–193                | 27. marts 2011                   | Ikke vist i Danmark |
| 98          | 16          | "Mirai ni Heiwa o! Gokū no Tamashii yo Eien ni" (未来に平和を! 悟空の魂よ永遠に)                     | 193B–194               | 2. august 2011 (Kun hjemmevideo) | Ikke vist i Danmark |

### Sagaen om Verdensturnering (2014)
| Nr. i serie | Nr. i sæson | Dansk titel Japansk titel                                                                                         | Tilsvarende DBZ afsnit | Japansk visning | Dansk visning       |
| ----------- | ----------- | --- | ---------------------- | --------------- | ------------------- |
| 99          | 1           | "Are kara Shichi-nen! Kyō kara Gohan wa Kōkōsei" (あれから7年！ 今日から悟飯は高校生)                             | 200–201                | 6. april 2014   | Ikke vist i Danmark |
| 100         | 2           | "Barechatta! Nyū Hīrō wa Son Gohan" (バレちゃった！ 新(ニュー)ヒーローは孫悟飯)                                   | 201B–202               | 13. april 2014  | Ikke vist i Danmark |
| 101         | 3           | "Videl's Crisis? Gohan's Urgent Call-out!"                                                                        | 202B–203               | —               | Ikke vist i Danmark |
| 102         | 4           | "A Monster is Taken Away! The Culprit is Great Saiyaman?"                                                         | 204–205A               | —               | Ikke vist i Danmark |
| 103         | 5           | "Entering the World Martial Arts Tournament! Goten Shows Off His Explosive Power During Training!"                | 205B–206               | —               | Ikke vist i Danmark |
| 104         | 6           | "Gohan ga Sensei! Bīderu no Bukū-jutsu Nyūmon" (悟飯が先生！ ビーデルの舞空術入門)                                | 207                    | 20. april 2014  | Ikke vist i Danmark |
| 105         | 7           | "Doragon Chīmu Zen'in Shūgō! Kaettekita Son Gokū!!" (ドラゴンチーム全員集合！ 帰ってきた孫悟空!!)                 | 208–209A               | 27. april 2014  | Ikke vist i Danmark |
| 106         | 8           | "Who Is the World's Greatest? The Tournament Preliminaries Begin!"                                                | 209B–210               | —               | Ikke vist i Danmark |
| 107         | 9           | "Minna Bikkuri! Goten to Toranksu no Chō Batoru!!" (みんなビックリ！悟天とトランクスの超バトル！！)               | 211                    | 4. maj 2014     | Ikke vist i Danmark |
| 108         | 10          | "The Junior Champ Is Finally Decided! Who Will Fight Against Mr. Satan?"                                          | 212–213                | —               | Ikke vist i Danmark |
| 109         | 11          | "Haran no Yokan... Nazo no Senshi Arawaru!!" (波乱の予感...謎の戦士現る！！)                                      | 214                    | 11. maj 2014    | Ikke vist i Danmark |
| 110         | 12          | "Dōshita Pikkoro!! Ikkai-sen de no igai na ketsumatsu" (どうしたピッコロ！！一回戦での意外な結末)                 | 215                    | 18. maj 2014    | Ikke vist i Danmark |
| 111         | 13          | "An Eerie Entity; Who Exactly Is Spopovich?"                                                                      | 216                    | —               | Ikke vist i Danmark |
| 112         | 14          | "Bīderu boroboro, Gohan no ikari mo genkai da!!" (ビーデルボロボロ 悟飯の怒りも限界だ！！)                        | 217                    | 25. maj 2014    | Ikke vist i Danmark |
| 113         | 15          | "A Creeping Conspiracy! The Target is Gohan"                                                                      | 218–219                | —               | Ikke vist i Danmark |
| 114         | 16          | "Osoroshiki Majin no Himitsu Kuromaku Shutugen!!" (恐ろしき魔人の秘密 黒幕出現！！)                               | 219B–220               | 1. juni 2014    | Ikke vist i Danmark |
| 115         | 17          | "Gokuaku Madōshi Babidi to Ankoku Makai no Ō Dābura no Wana" (極悪魔導師バビディと暗黒魔界の王ダーブラの罠)       | 220B–221               | 8. juni 2014    | Ikke vist i Danmark |
| 116         | 18          | "Sūpā Saiya-jin o Nameru na! Bejīta to Gokū no Zenkai Pawā!" (超サイヤ人をナメるな！ベジータと悟空の全開パワー！) | 222–223                | 15. juni 2014   | Ikke vist i Danmark |
| 117         | 19          | "Tenka'ichi wa Dare no Te ni! Batoru Roiyaru Kettei-sen!!" (天下一は誰の手に！？バトルロイヤル決定戦！！)         | 223B–224               | 22. juni 2014   | Ikke vist i Danmark |
| 118         | 20          | "Chibikko Osorubeshi!! Dai-Kusen no Jūhachi-Gō" (チビッコ恐るべし！！大苦戦の18号)                                | 225–226                | 29. juni 2014   | Ikke vist i Danmark |
| 119         | 21          | "Shin'uchi Tōjō! Tachihadakaru Maō!!" (真打ち登場！立ちはだかる魔王！！)                                          | 226B–227A              | 6. juli 2014    | Ikke vist i Danmark |
| 120         | 22          | "Yomigaeru Jashin Hakai ōji Bejīta!" (よみがえる邪心 破壊王子ベジータ！)                                          | 227–228                | 13. juli 2014   | Ikke vist i Danmark |
| 121         | 23          | "Saikyō wa Ore da! Gekitotsu Gokū Tai Bejīta" (最強はオレだ！激突 悟空ＶＳベジータ)                               | 228B–229               | 20. juli 2014   | Ikke vist i Danmark |
| 122         | 24          | "Fukkatsu e no Kauntodaun, Babidi no Yabō o Uchikudake!" (復活へのカウントダウン バビディの野望を打ち砕け！)      | 230–231A               | 3. august 2014  | Ikke vist i Danmark |

### Sagaen om Dæmonen Bøh (2014)
| Nr. i serie | Nr. i sæson | Dansk titel Japansk titel                                                                                  | Tilsvarende DBZ afsnit | Japansk visning    | Dansk visning       |
| ----------- | ----------- | --- | ---------------------- | ------------------ | ------------------- |
| 123         | 1           | "Toketa Fūin!? Gohan no Teikō no Kamehameha" (解けた封印！？ 悟飯抵抗のかめはめ波)                         | 231–232                | 10. august 2014    | Ikke vist i Danmark |
| 124         | 2           | "Zetsubō e Itchokusen!? Majin Bū no Kyōfu" (絶望へ一直線！？ 魔人ブウの恐怖)                               | 232B–234A              | 17. august 2014    | Ikke vist i Danmark |
| 125         | 3           | "Okashi ni Nacchae! Harapeko Majin no Bukimi Pawā" (お菓子になっちゃえ！ 腹ペコ魔人の不気味パワー)         | 234–235                | 24. august 2014    | Ikke vist i Danmark |
| 126         | 4           | "Majin wa Ore ga Katadzukeru, Bejīta Saigo no Kesshi-sen!" (魔人はオレがかたづける ベジータ最期の決死戦！) | 235B–236               | 31. august 2014    | Ikke vist i Danmark |
| 127         | 5           | "Aisu Beki Mono no Tame ni... Hokori Takaki Senshi no Saigo!" (愛すべき者のために... 誇り高き戦士の最期！) | 236B–237               | 7. september 2014  | Ikke vist i Danmark |
| 128         | 6           | "Akumu Sairai; Fujimi no Kaibutsu, Majin Bū!" (悪夢再来 不死身の怪物 魔人ブウ！)                           | 238                    | 14. september 2014 | Ikke vist i Danmark |
| 129         | 7           | "Bū o Taosu Hisaku, Sono Na wa Fyūjon!" (ブウを倒す秘策 その名はフュージョン！)                            | 239–240A               | 21. september 2014 | Ikke vist i Danmark |
| 130         | 8           | "Mieta! Kasukana Kibō, Me o Samase Senshi-tachi!!" (見えた！かすかな希望 目を覚ませ戦士達！！)             | 240B–241               | 28. september 2014 | Ikke vist i Danmark |
| 131         | 9           | "Jama-sha o Sagase, Babidi no Fukushū Sakusen Kaishi!" (邪魔者を探せ バビディの復讐作戦開始！)             | 241B–242               | 5. oktober 2014    | Ikke vist i Danmark |
| 132         | 10          | "Shiren no Toki, Densetsu no Chikara o te ni Irero!" (試練の時 伝説の力を手に入れろ！)                     | 243–244A               | 12. oktober 2014   | Ikke vist i Danmark |
| 133         | 11          | "Majin Bū o Kuitomero, Rimitto! Sūpā Saiya-jin Surī!!" (魔人ブウを食い止めろ 限界！超サイヤ人3!!)          | 244B–245A              | 19. oktober 2014   | Ikke vist i Danmark |
| 134         | 12          | "Mie Hajimeta Shinka, Hangyaku no Bū" (見え始めた真価 反逆のブウ)                                          | 245B–246               | 26. oktober 2014   | Ikke vist i Danmark |
| 135         | 13          | "Kakko Warui!? Tokkun, Fyūjon Pōzu!" (カッコ悪い!? 特訓、フュージョンポーズ！)                             | 247                    | 2. november 2014   | Ikke vist i Danmark |
| 136         | 14          | "Bai Bai Min'na!! Son Gokū Ano Yo ni Kaeru" (バイバイみんな!!孫悟空あの世に帰る)                           | 248–249A               | 9. november 2014   | Ikke vist i Danmark |
| 137         | 15          | "Mitsuketa, Gohan! Kaiōshin-kai de Mōtokkun!" (見つけた、悟飯！界王神界で猛特訓！)                         | 249–250A               | 16. november 2014  | Ikke vist i Danmark |
| 138         | 16          | "Tanjō! Gattai Chō Senshi Sono na wa, Gotenkusu!!" (誕生！合体超戦士 その名は、ゴテンクス!!)               | 250B–251               | 23. november 2014  | Ikke vist i Danmark |
| 139         | 17          | "Majin o Taosu no wa Dareda? Saikyō no Otoko Shidō!!" (魔人を倒すのは誰だ？最強の男始動!!)                 | 251B–252               | 30. november 2014  | Ikke vist i Danmark |
| 140         | 18          | "Pawā-Appu wa Tsudzuku!? Kansei! Sūpā Gotenkusu!" (パワーアップは続く!?完成！超ゴテンクス！)               | 253                    | 7. december 2014   | Ikke vist i Danmark |

### Sagaen om Onde Bøh (2014–15)
| Nr. i serie | Nr. i sæson | Dansk titel Japansk titel                                                                                      | Tilsvarende DBZ afsnit | Japansk visning   | Dansk visning       |
| ----------- | ----------- | --- | ---------------------- | ----------------- | ------------------- |
| 141         | 1           | "Ikari ga Umidashita mono, Mō Hitori no Majin!" (怒りが産み出したモノ もうひとりの魔人！)                      | 254–255A               | 14. december 2014 | Ikke vist i Danmark |
| 142         | 2           | "Bū ga Bū o Tabechatta, Aratana Majin Shūrai!!" (ブウがブウを食べちゃった 新たな魔人襲来!!)                    | 255–256A               | 21. december 2014 | Ikke vist i Danmark |
| 143         | 3           | "Hakyoku e Masshigura! Taimu Rimitto wa Ichi Jikan!!" (破局へまっしぐら！タイムリミットは1時間!!)              | 256–257                | 28. december 2014 | Ikke vist i Danmark |
| 144         | 4           | "Tokkun Kanryō! Kore de Owari da Majin Bū!!" (特訓完了！これで終わりだ魔人ブウ)                                | 257B–258               | 11. januar 2015   | Ikke vist i Danmark |
| 145         | 5           | "Obake de Bū Taiji Hissatsu! Kamikaze Atakku!!" (オバケでブウ退治 必殺！カミカゼアタック!!)                    | 258B–259               | 18. januar 2015   | Ikke vist i Danmark |
| 146         | 6           | "Gotenkusu no Totte Oki Henshin! Sūpā Gotenkusu Surī!!" (ゴテンクスのとっておき 変身！超ゴテンクス３！！)      | 260                    | 25. januar 2015   | Ikke vist i Danmark |
| 147         | 7           | "Nori-Nori! Bū-Bū Barēbōru!" (ノリノリ！ブウブウバレーボール！)                                                | 261–262                | 1. februar 2015   | Ikke vist i Danmark |
| 148         | 8           | "O Matase Min'na! Shinsei Gohan, Chikyū e!!" (お待たせみんな！新生悟飯、地球へ!!)                              | 262B–263               | 8. februar 2015   | Ikke vist i Danmark |
| 149         | 9           | "Bū o Attō! Arutimetto Gohan no Sūpā Pawā!!" (ブウを圧倒！究極悟飯の超パワー！！)                              | 263B–264               | 15. februar 2015  | Ikke vist i Danmark |
| 150         | 10          | "Bū no Warudakumi Gotenkusu Kyūshū!?" (ブウの悪巧み ゴテンクス吸収！？)                                        | 264B–265               | 1. marts 2015     | Ikke vist i Danmark |
| 151         | 11          | "Dai Kaiōshin no Myōan! Yomigaere Son Gokū!!" (大界王神の妙案！よみがえれ孫悟空！！)                           | 266–267                | 15. marts 2015    | Ikke vist i Danmark |
| 152         | 12          | "Kiseki wa Ichido... Naru ka Gokū to Aitsu Chō-Gattai" (奇跡は一度... なるか悟空とアイツの超合体)              | 267B–268               | 22. marts 2015    | Ikke vist i Danmark |
| 153         | 13          | "Muteki! Kyūkyoku no senshi Bejitto!" (無敵！究極の戦士ベジット！)                                             | 269–271A               | 29. marts 2015    | Ikke vist i Danmark |
| 154         | 14          | "Buu no Oku no Te! Kyūshū Sareta Senshi-tachi!!" (ブウの奥の手！吸収された戦士たち！！)                        | 271–272                | 5. april 2015     | Ikke vist i Danmark |
| 155         | 15          | "Gohan-tachi o Tasukedase! Gokū to Bejīta no Sennyū Misshon!" (悟飯たちを助け出せ！悟空とベジータの潜入作戦！) | 273–275                | 12. april 2015    | Ikke vist i Danmark |
| 156         | 16          | "Tainai Kara Kinkyū Dasshutsu! Bū Saiaku e no Gyaku-Henshin!!" (体内から緊急脱出！ブウ最悪への逆変身！！)      | 275B–277A              | 19. april 2015    | Ikke vist i Danmark |
| 157         | 17          | "Chikyū Shōmetsu!! Hajimari no Bū no Hidōna Ichigeki!!" (地球消滅！！始まりのブウの非道な一撃！！)             | 277–278A               | 26. april 2015    | Ikke vist i Danmark |
| 158         | 18          | "Saigo no Chōjō Kessen! Kaiōshin-kai de Ketchaku da!!" (最後の頂上決戦！界王神界で決着だ！！)                  | 278B–279               | 3. maj 2015       | Ikke vist i Danmark |
| 159         | 19          | "Ganbare Kakarotto! Omae ga Nanbā Wan da!!" (頑張れカカロット！お前がＮｏ．１だ！！)                           | 279B–281A              | 10. maj 2015      | Ikke vist i Danmark |
| 160         | 20          | "Shōbu wa Ippunkan Bejīta Inochigake no Jikan Kasegi!" (勝負は１分間 ベジータ命懸けの時間稼ぎ！)               | 281–282A               | 17. maj 2015      | Ikke vist i Danmark |
| 161         | 21          | "Hirameita Hisaku Futatsu no Negai o Kanaetamae!" (閃いた秘策 ２つの願いを叶えたまえ！)                        | 282–283                | 24. maj 2015      | Ikke vist i Danmark |
| 162         | 22          | "Ora ni Genki o Waketekure! Tsukuru ze Dekkai Genki-Dama!!" (オラに元気を分けてくれ！作るぜでっかい元気玉！！) | 283B–284               | 31. maj 2015      | Ikke vist i Danmark |
| 163         | 23          | "Sekai no Kyūseishu wa Omaeda! Min'na no Genki-Dama Kansei!!" (世界の救世主はおまえだ！みんなの元気玉完成！！) | 285–286A               | 7. juni 2015      | Ikke vist i Danmark |
| 164         | 24          | "Yappari Saikyō Son Gokū!! Majin Bū Shōmetsu" (やっぱり最強孫悟空！！魔人ブウ消滅)                             | 286–287                | 14. juni 2015     | Ikke vist i Danmark |
| 165         | 25          | "Peace Returns! A Time of Rest for the Warriors!"                                                              | 287B–288               | —                 | Ikke vist i Danmark |
| 166         | 26          | "Soshite Jūnengo... Hisashiburi no Tenka'ichi Budōkai!" (そして１０年後...久しぶりの天下一武道会！)            | 289–290                | 21. juni 2015     | Ikke vist i Danmark |
| 167         | 27          | "Motto Tsuyoku! Gokū no Yume wa Owaranai!!" (もっと強く！悟空の夢は終わらない！！)                             | 290B–291               | 28. juni 2015     | Ikke vist i Danmark |